# Bernhard Altersberger
Bernhard Altersberger ist ein  Brigadegeneral der Luftwaffe der Bundeswehr und seit 2023 Verteidigungsattaché Deutschlands in der Volksrepublik China.

## Leben
Bernhard Altersberger war von 2008 bis 2011 Kommodore des Lufttransportgeschwaders 62 im niedersächsischen Wunstorf nahe Hannover. Um 2015 war er Luftwaffenattaché an der Deutschen Botschaft Washington und wurde im September 2023 zum Verteidigungsattaché an der Deutschen Botschaft Peking ernannt; damit einher ging seine Beförderung zum Brigadegeneral.